# 昂格莱斯克维尔-拉佩尔塞
昂格莱斯克维尔-拉佩尔塞（法語：Englesqueville-la-Percée）是法国卡尔瓦多斯省的一个市镇，属于巴约区。该市镇总面积7.88平方公里，2009年时的人口为104人。

## 人口
昂格莱斯克维尔-拉佩尔塞人口变化图示
| 数据来源：INSEE |